# Tischtennis in Saudi-Arabien
Tischtennis in Saudi-Arabien gehört zu den Randsportarten des Landes. Von den ungefähr 36,7 Millionen Einwohnern spielen knapp 3480 in 152 Vereinen aktiv Tischtennis (Stand 2024). Präsident der Saudi Arabian Table Tennis Federation (TTF) ist Prince Mohammed Al Saud.

## Geschichte
Im Jahr 1956 wurde der Verband als Saudi Arabian Table Tennis Committee gegründet. 1979 fusionierte er mit der Tennissparte unter dem Namen Saudi Tennis and Table Tennis Federation. 1993 teilte man diese beiden Sparten wieder auf, es entstand die Saudi Arabian Table Tennis Federation (TTF).
Als am 24. Juli 1956 der Arabische Tischtennisverband Arab Table Tennis Federation entstand, gehörte Saudi-Arabien zusammen mit neun weiteren arabischen Tischtennisverbänden zu den Gründungsmitgliedern. 1975 wurde er in den  Weltverband ITTF aufgenommen.
2025 wurde der schwedische Weltmeister von 1991 Jörgen Persson als Trainer verpflichtet, um die Spieler für die Olympischen Spiele 2025 fit zu machen.

## International
International traten bisher (2025) nur wenige Spieler in Erscheinung, zahlreiche Teilnahmen an Weltmeisterschaften endeten mit hinteren Platzierungen. Drei Spieler qualifizierten sich bisher für die Olympischen Spiele:
- Raed Hamdan: Olympische Spiele 1992
- Khalid Al-Harbi: Olympische Spiele 2004
- Ali al-Khadrawi: Olympische Spiele 2020, mehrere Welt- und Asienmeisterschaften